# Bistum Marabá
Das Bistum Marabá (lateinisch Dioecesis Marabensis, portugiesisch Diocese de Marabá) ist eine in Brasilien gelegene römisch-katholische Diözese mit Sitz in Marabá im Bundesstaat Pará.

## Geschichte
Das Bistum Marabá wurde am 18. Juli 1911 durch Papst Pius X. aus Gebietsabtretungen des Erzbistums Belém do Pará als Territorialprälatur Santíssima Conceição do Araguaia errichtet. Die Territorialprälatur wurde dem Erzbistum Belém do Pará als Suffragan unterstellt. Am 16. August 1934 gab die Territorialprälatur Santíssima Conceição do Araguaia Teile ihres Territoriums zur Gründung der Territorialprälatur Xingu ab. Eine weitere Gebietsabtretung erfolgte am 13. Mai 1969 zur Gründung der Territorialprälatur São Félix. Die Territorialprälatur Santíssima Conceição do Araguaia änderte am 20. Dezember 1969 ihren Namen in Territorialprälatur Marabá. Am 27. März 1976 gab die Territorialprälatur Marabá Teile ihres Territoriums zur Gründung der Territorialprälatur Santíssima Conceição do Araguaia ab.
Am 16. Oktober 1979 wurde die Territorialprälatur Marabá durch Papst Johannes Paul II. mit der Päpstlichen Bulle Cum Praelaturae zum Bistum erhoben.

## Ordinarien

### Prälaten von Santíssima Conceição do Araguaia
- Raymond Dominique Carrerot OP, 1912–1920, dann Bischof von Porto Nacional
- Sebastião Tomás OP, 1924–1945
- Luís António Palha Teixeira OP, 1951–1969

### Prälaten von Marabá
- Luís António Palha Teixeira OP, 1969–1976
- Alano Maria Pena OP, 1976–1979

### Bischöfe von Marabá
- Alano Maria Pena OP, 1979–1985, dann Bischof von Itapeva
- Altamiro Rossato CSsR, 1985–1989, dann Koadjutorerzbischof von Porto Alegre
- José Vieira de Lima TOR, 1990–1998, dann Bischof von São Luíz de Cáceres
- José Foralosso SDB, 2000–2012
- Vital Corbellini, seit 2012